# Liste der Monuments historiques in Coligny
Die Liste der Monuments historiques in Coligny führt die Monuments historiques in der französischen Gemeinde Coligny auf.

## Liste der Bauwerke
| Bezeichnung         | Beschreibung                  | Standort | Kennzeichnung | Schutzstatus | Datum | Bild           |
| ------------------- | ----------------------------- | -------- | ------------- | ------------ | ----- | -------------- |
| Kirche St-Martin    | Erbaut ab dem 15. Jahrhundert | (Lage)   | PA00116382    | Inscrit      | 1984  | weitere Bilder |
| Mühle von Pertuizet |                               | (Lage)   | PA01000013    | Classé       | 2005  | weitere Bilder |

## Liste der Objekte
- Monuments historiques (Objekte) in Coligny in der Base Palissy des französischen Kultusministeriums